# Liangshui (sockenhuvudort i Kina, Jilin Sheng, lat 40,93, long 125,85)
Liangshui är en sockenhuvudort i Kina. Den ligger i provinsen Jilin, i den nordöstra delen av landet, omkring 330 kilometer söder om provinshuvudstaden Changchun. Antalet invånare är 6 992. Befolkningen består av 3 394 kvinnor och 3 598 män. Barn under 15 år utgör 10,0 %, vuxna 15-64 år 80 %, och äldre över 65 år 9,0 %.
Runt Liangshui är det ganska tätbefolkat, med 58 invånare per kvadratkilometer. Närmaste större samhälle är Yulin, 10,0 km nordost om Liangshui. I omgivningarna runt Liangshui växer i huvudsak blandskog.
Genomsnittlig årsnederbörd är 1 473 millimeter. Den regnigaste månaden är juli, med i genomsnitt 566 mm nederbörd, och den torraste är januari, med 11 mm nederbörd.